# 1850 en philosophie
Chronologie de la philosophie
- 1846
- 1847
- 1848
- 1849
- 1850
- 1851
- 1852
- 1853
- 1854

L’année 1850 a été marquée, en philosophie, par les événements suivants :

## Publications
- La Loi, essai de Frédéric Bastiat, publié en juin 6 mois avant la mort de l'auteur.
- La lutte des classes en France de Karl Marx, trois articles sur la Révolution française de 1848 et les journées de juin.
- La Statique sociale et Le Droit d'ignorer l'État de Herbert Spencer.

## Concepts
- Auguste Comte invente le terme altruisme pour désigner une condition fondamentale de l'harmonie sociale ; il l'emploie pour la première fois dans son Système de politique positive paru en quatre volumes entre 1851 et 1854[1].

## Naissances
- 6 janvier : Eduard Bernstein, philosophe politique et théoricien socialiste allemand, mort en 1932.
- 20 février : Wilhelm Braune, philosophe et philologue allemand, mort en 1926.
- 28 février : Herman Schell, philosophe catholique et théologien allemand, mort en 1906.
- 5 mars : Albert Kalthoff, philosophe calviniste et théologien allemand, mort en 1906.
- 13 septembre : Jean-Jacques Gourd, pasteur et philosophe suisse, mort en 1909.
- 19 octobre : Emmanuel Joyau, philosophe français, spécialiste de philosophie antique, mort en 1924.

## Décès
- 24 décembre : Frédéric Bastiat, économiste et penseur libéral français, né en 1801.